# مجومرد
مجومرد، شهری در بخش مرکزی شهرستان اشکذر در استان یزد ایران است.
این شهر در تاریخ ۴ تیر ۱۳۹۹ از شهر اشکذر جدا شد و مستقل گردید.

## پیشینه
نام قدیمی این منطقه مجومرد است. در بعضی از منابع «مجومرد» را در زبان زرتشتیان باستان جمع کلمه «مجمر» به معنای آتشدان می‌دانسته‌اند. همچنین در روایتی دیگر نام این شهر را مَجو مَرد، خواندند.
این شهر پیش از ارتقا جزئی از شهر اشکذر بود که طی مصوبه هیئت وزیران در ۴ تیر ۱۳۹۹ پس از انتزاع از شهر اشکذر، به شهر ارتقا یافت.

## آثار تاریخی
- مسجدتاریخی ریگ مجومرد مسجدی است با ۷۰۰ سال قدمت مربوط به دوره تیموری است که در زیر شنهای روان مدفون بود و کسی از وجود آن خبر نداشت در سال ۱۳۷۰ به‌طور اتفاقی کشف شد. این مسجد تاریخی دارای ۲۱قبر کاشی‌کاری شده می‌باشد که مهم‌ترین آن قبر سید کمال‌الدین و سید جمال‌الدین می‌باشد و این دو در سال ۸۴۸ قمری فوت نموده‌اند.